# آرشام یکم
آرشام یکم (به پارسی باستان: 𐎠𐎼𐏁𐎠𐎶؛ نویسه‌گردانی: Aršāma؛ زبان یونانی باستان: Ἀρσάμης؛ نویسه‌گردانی: Arsames؛ به زبان ارمنی: Արշամ) به نظر می‌رسد در سال ۲۶۰ پیش از میلاد پس از مرگ پدربزرگش یرواند سوم، پادشاه ارمنستان، و پدرش سام یکم، پادشاه کوماژن ، سلطنت کوماژن، سوفن و ارمنستان را به دست گرفته است.

## نام
آرسامس نام یونانی شده از شکل نام فارسی باستان آرشاما Aršāma (دارای قدرت قهرمان) است که نامی رایج در میان ایرانیان، خاندان هخامنشی و همچنین در میان بزرگان ایرانی شاهنشاهی هخامنشی (۵۵۰–۳۳۰ پیش از میلاد) بود. این نام ترکیبی است که از ارشان (مرد، قهرمان) و اما ("قدرت") تشکیل شده است. این نام در آرامی به عنوان «عرشم» ʾršm گواهی شده است. شکل مؤنث نام «*Aršāmā» (یونانی «Arsamē») در دختر داریوش بزرگ گواهی شده است.

## سلطنت
سلوکیان همیشه میکوشیدند سلسله‌های ارمنی را که همچنان بر سرزمین‌هایی که نیاکانشان از دوره شاهنشاهی هخامنشی حکومت داشتند، سرنگون سازند.
زائلاس بیتینی به دربار پادشاه آرشام پناه برد و پس از مرگ پادشاه نسکومدس یکم، زائلاس بیتینی بازگشت تا پادشاهی را در ۲۵۴ پیش از میلاد بدست آورد.
آرشام از آنتیوخوس هیراکس در برابر برادرش، سلوکوس دوم پشتیبانی نمود، که در نبردی علیه  مهرداد پادشاه پنتوس در نزدیکی آنکارا در سال ۲۳۹ پیش از میلاد شکست خورد و پس از آن سلوکوس دوم همه متصرفاتش را از جمله زمین‌هایی که در کوه‌های توروس داشت از دست داد و این به نفع آرشام بود.
در ۲۳۵ پیش از میلاد آرشام شهرهای آرشام‌شاد را در سوفن و آرشامیا (که امروزه به نام Eski Kale معروف است) را در کوماژن تأسیس کرد.
پس از مرگ او، پسر ارشدش خشایارشا پادشاه کوماژن، سوفن و ارمنستان شد. اروند چهارم جانشین خشایارشا شد، در حالی که نام دیگر پسر آرشام به نام «میترا» (یا میترنس دوم) به عنوان کاهن اعظم معبد خورشید و ماه در آرماویر ثبت شده است.

## فرزندان
- خشایارشا، پادشاه ارمنستان و سوفنه ۲۲۸ – ۲۱۲ پ.م.
- اروند چهارم، پادشاه ارمنستان ۲۱۲–۲۰۰ پ.م.
- میترنس دوم، کاهن اعظم معبد خورشید و ماه در آرماویر.